# Tweede Kamerverkiezingen 2006/Kandidatenlijst/EénNL
De eerste zeven kandidaten van de kandidatenlijst voor de Tweede Kamerverkiezingen 2006 van EénNL werden op 25 september 2006 bekendgemaakt, de overige kandidaten op 29 september 2006.

## De lijst
- schuin: voorkeurdrempel overschreden

1. Marco Pastors - 50.167 stemmen
2. Joost Eerdmans* - 7.046
3. Hikmat Mahawat Khan - 500
4. Ronald Sørensen - 936
5. Seçil Arda - 441
6. Sander Simons - 163
7. Anton van Schijndel** - 191
8. Edward Verhey - 58
9. Petra den Hollander - 287
10. Gideon Simon - 96
11. Bert Visker - 42
12. Sander Boon - 62
13. Ingeborg Hoogveld - 71
14. Gerlof Jukema* - 48
15. Jan Steen - 65
16. Sylvia Veereschild - 63
17. Ronald Hunse - 52
18. Jan Dirk Blaauw** - 40
19. Hans Smolders* - 1.492
20. Anton Molenaar - 28
21. Ronald Schneider - 17
22. Stephanie van Moorsel - 78
23. René Keuzenkamp - 67
24. Shirley Pigmans - 31
25. Ron Boers - 28
26. Arie-Wim Boer - 55
27. Astrid van Wijk - 51
28. Peter Stok - 33
29. Robert Simons - 63
30. Simon Fortuijn - 558

* zat eerder in de Tweede Kamer voor de LPF.

** zat eerder in de Tweede Kamer voor de VVD
CDA · PvdA · VVD · SP · Fortuyn · GroenLinks · D66 · ChristenUnie · SGP · Nederland Transparant · PvdD · EénNL · PVV · Lijst 14 · Partij voor Nederland · CDDP · LibDem · VSP · Ad Bos Collectief · GVIP · Lijst 21 · Tamara's Open Partij · Solide Multiculturele Partij · hetZeteltje